# Johann Luidl
Johann Luidl (* 19. Mai 1686 in Landsberg am Lech; † 23. März 1765 ebenda) war ein bayerischer Bildhauer des Barock.
Als Sohn des bekannten Bildhauers Lorenz Luidl geboren, arbeitete Johann Luidl ebenfalls als Barockbildhauer. Nach dem Tod seines Vaters übernahm er die Bildhauerwerkstatt in Landsberg und konzentrierte sich dort auf das Schnitzen von Figuren. Luidl beschränkte seine Tätigkeit nicht auf Landsberg, sondern nahm auch Aufträge aus dem Umland an und erlangte dort eine hohe Bekanntheit.

## Werke

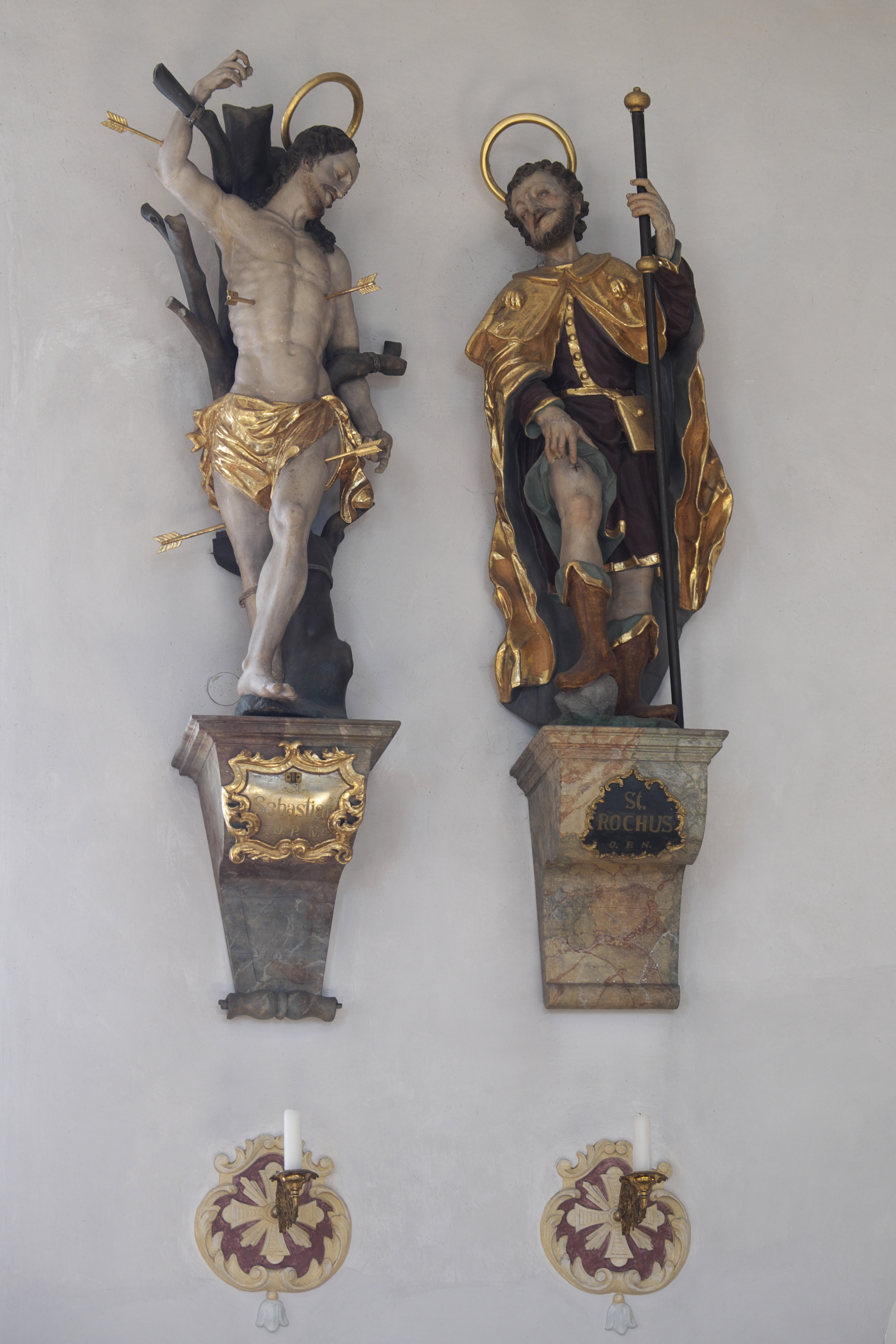
Heiliger Sebastian und heiliger Rochus in der Pfarrkirche St. Martin in Penzing

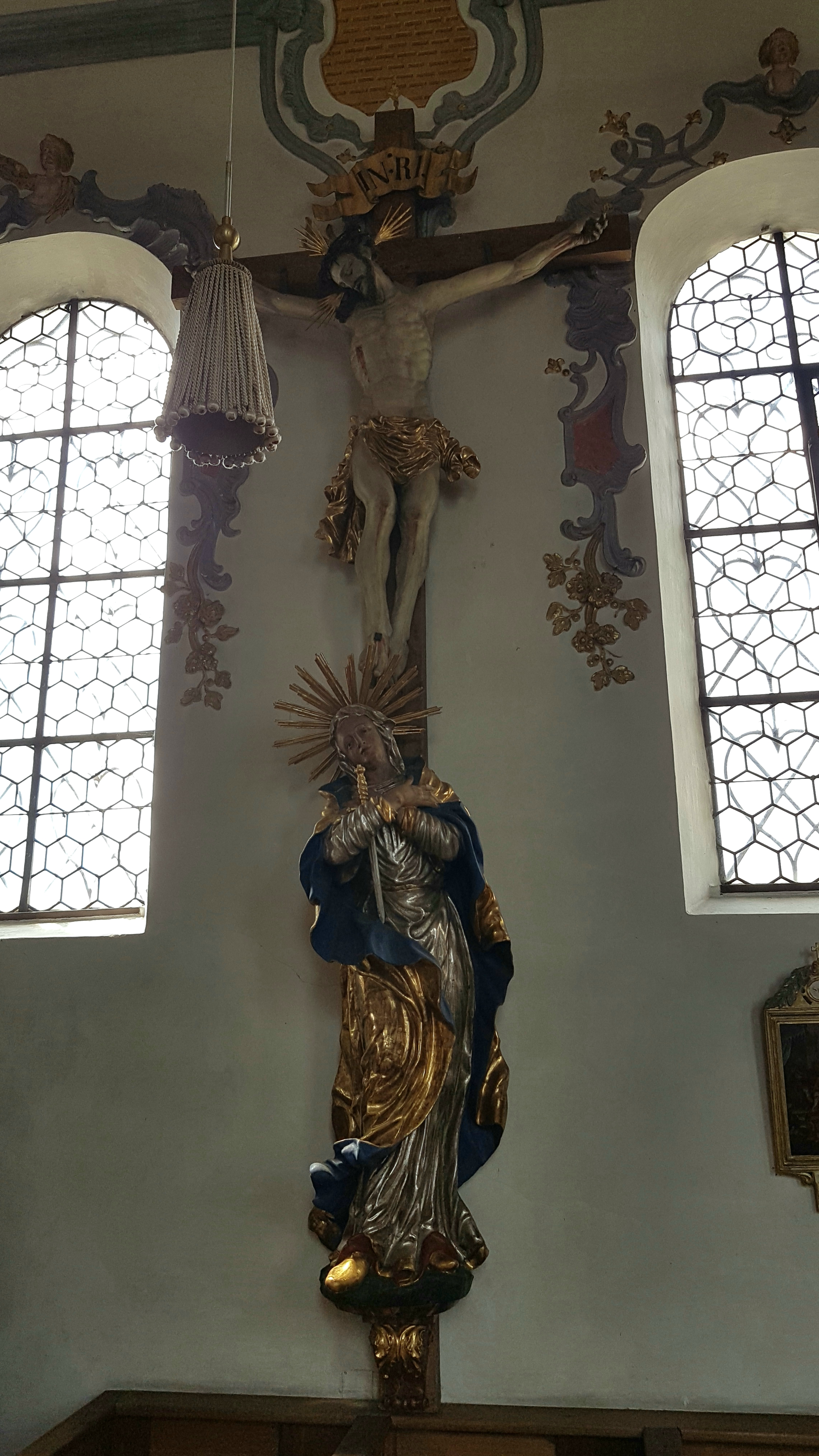
Kruzifix in Oberfinning

Nachfolgende Werke stellen eine unvollständige Auswahl dar:
- Figuren für die Stadtpfarrkirche in Landsberg am Lech
- Schnitzfiguren am Hochaltar in Sittenbach
- Heiligenfiguren in Lauterbach
- Kruzifix in der Pfarrkirche Hl. Kreuz Oberfinning (1730)
- Figurengruppe in Untermühlhausen
- Apostelfiguren in der Kirche St. Michael in Mering
- um 1730/40: Schnitzfiguren in der Pfarrkirche St. Martin in Penzing im Landkreis Landsberg am Lech
- um 1735: Figuren am Hochaltar in der Pfarrkirche Heilig Kreuz in Schwabhausen bei Landsberg